# 花蓮女学院高校男子剣道部
『花蓮女学院高校男子剣道部』（かれんじょがくいんこうこうだんしけんどうぶ）は、盛田賢司による日本の漫画作品。『しっぷうどとう』に続く、2作目の剣道漫画。
『週刊ヤングサンデー』（小学館）にて、2007年13号より2007年51号まで連載された。全31話、単行本は全3巻。

## あらすじ
陸奥隼人は、3年前に共学化した花蓮女学院に入学することが決まり、女だらけの学園生活を夢見ていた。
ある日、隼人は伊勢と出会ったことで剣道に興味を抱き、男子剣道部の設立に参加する。

## 登場人物
陸奥隼人
本作の主人公。
伊勢
隼人が剣道を始めるきっかけを作った人物。
隼人の危機感を抱く。
山田
剣道の名手。一度は剣道をやめようと考えていたが、隼人によって剣の道を進み続ける。